# John R. Maxim
Pour les articles homonymes, voir Maxim.
John R. Maxim, né le 18 février 1937, dans Greenwich Village, sur l'île de Manhattan, à New York, est un écrivain américain, auteur spécialisé dans le thriller, le fantastique et le roman d'épouvante.

## Biographie
Né dans une famille catholique, il fait ses études supérieures à l'université Fordham, dont il est diplômé en 1958. De 1962 à 1964, il travaille à Cincinnati comme chef de production pour la firme Procter & Gamble. Après s'être marié en 1964, il s'installe en 1966 à New York avec son épouse. Dans les années 1970, il est consultant en marketing.  Il divorce en 1978 et déménage dans le Connecticut pour se lancer dans l'écriture.
En 1980, il publie son premier roman, Les Possédés de Riverside (Platforms), un roman mêlant mystère et épouvante, où des meurtres sont commis pas des morts retenus sur Terre par une force supérieure. Ses deux romans suivants, Abel, Baker, Charlie (Abel/Baker/Charlie, 1983), se déroulant sur le monde des extra-sensoriels, et Temps morts (Time Out of Mind, 1986), où un homme du XXe siècle, transporté à la fin du XIXe siècle, tente d'assassiner une femme, appartiennent à la veine du thriller fantastique. 
En 1989, il commence avec Les Tueurs Bannerman (The Bannerman Solution) une série consacrée à Paul Bannerman, un ancien agent des services spéciaux américains. Les romans de cette série sont pour Claude Mesplède « des thrillers musclés et divertissants ».

## Œuvre

### Romans

#### SérieBannerman
- The Bannerman Solution (1989) Publié en français sous le titre Les Tueurs Bannerman, Paris, Éditions Denoël (1990)  (ISBN 2-207-23724-9) ; réédition, Paris, J'ai lu no 3273 (1992)  (ISBN 2-277-23273-4) ; réédition dans le volume Les Tueurs Bannerman - L'Intégrale, Paris, éditions Denoël (2004)  (ISBN 2-207-25525-5)
- The Bannerman Effect (1990) Publié en français sous le titre L'Effet Bannerman, dans le volume Les Tueurs Bannerman - L'Intégrale, Paris, éditions Denoël (2004)  (ISBN 2-207-25525-5)
- Bannerman's Law (1991) Publié en français sous le titre La Loi Bannerman, Paris, éditions Denoël (1992)  (ISBN 2-207-23951-9) ; réédition, Paris, J'ai lu no 3273 (1992)  (ISBN 2-277-23273-4) ; réédition dans le volume Les Tueurs Bannerman - L'Intégrale, Paris, éditions Denoël (2004)  (ISBN 2-207-25525-5)
- A Matter of Honor (1993) Publié en français sous le titre Huit heures à Moscou, Paris, éditions Denoël (1994)  (ISBN 2-207-24113-0) ; réédition dans le volume Les Tueurs Bannerman - L'Intégrale, Paris, éditions Denoël (2004)  (ISBN 2-207-25525-5)
- Bannerman's Promise (2001)
- Bannerman's Ghosts (2003)

#### Autres romans
- Platforms (1980) Publié en français sous le titre Les Possédés de Riverside, Paris, J'ai lu no 2654 (1989)  (ISBN 2-277-22654-8)
- Abel/Baker/Charlie (1983) Publié en français sous le titre Abel, Baker, Charlie, Paris, France Loisirs (1985)  (ISBN 2-7242-2686-0) ; réédition, Paris, J'ai lu no 2472 (1988)  (ISBN 2-277-22472-3)
- Dark Star (1985) (coécrit avec Leatrice Gilbert Fountain)
- Time Out of Mind (1986) Publié en français sous le titre Temps morts, Paris, Presses de la Cité (1987)  (ISBN 2-258-01952-4) ; réédition dans le volume Paniques : les thrillers des années 80, Paris, Éditions Omnibus, 1998  (ISBN 2-258-05013-8)
- Lesko's Ghost (1989)
- The Shadow Box (1996)
- Haven (1997)
- Mosaic (1999)
- Whistler's Angel (2001)
- The Aisha Prophecy (2009)

## Sources
: document utilisé comme source pour la rédaction de cet article.
- Claude Mesplède (dir.), Dictionnaire des littératures policières, vol. 2 : J - Z, Nantes, Joseph K, coll. « Temps noir », 2007, 1086 p. (ISBN 978-2-910-68645-1, OCLC 315873361), p. 339.